# 佩拉菲塔 (葡萄牙堂区)
佩拉菲塔是葡萄牙波尔图区的一个堂区。总面积9.47平方公里，总人口12298人，人口密度1298.6人/平方公里。